# Láthatatlan jel
A Láthatatlan jel (eredeti cím: An Invisible Sign) 2010-ben bemutatott családi dráma. Főszereplők Jessica Alba, J. K. Simmons, Chris Messina, Sophie Nyweide és Bailee Madison. A történet Aimee Bender An Invisible Sign of My Own című könyvén alapszik.

## Cselekmény
|  | Alább a cselekmény részletei következnek! |

Mona Gray már gyerekkorában érdekesnek találta a számokat. Apja matematikus. Szeretnek együtt futni egy sportpályán. Mona apja azonban mentálisan beteg lesz, de ennek oka nem derül ki, semmilyen szervi elváltozást nem találnak nála. Mona azt találja ki, hogy minden kedvelt elfoglaltságáról lemond (fagyi, földrajzi atlaszok böngészése, moziba járás), hátha akkor apja meggyógyul. Változás azonban nem történik. Mona elvégzi a tanítóképző főiskolát matematika szakon (bár a diplomáját nem kapja meg). Egy nap anyja kirakja a lánya holmiját az ágyával együtt az utcára, mondván, hogy „most már önállóan kell élnie”. Mona önálló házba költözik. Anyja közbenjárására a helyi általános iskola igazgatónője matematika tanítói állást ajánl neki.
Az első két évben elsős és másodikos osztályt tanít, ahol a gyerekek fegyelmezetlenek. A harmadik évben azonban érdeklődő harmadikosokat kap. A gyerekek többségének tetszenek a Mona által kitalált aktivitások (például hogy hétköznapi tárgyakban fedezzenek fel számokat), bár van egy kislány, akinek semmi nem tetszik és a többiekbe is gyakran beleköt.
Egy másik kislány, Lisa azonban vonzódik Monához. Lisa anyja rákos, és hamarosan meg fog halni. Lisa egyszer megkérdezi Monát, hogy lakhat-e nála, ha az anyja meghal, de Mona megijed és nemet mond. Az iskolai természettan tanár is érdeklődik a különös Mona iránt. Egyszer csókolóznak is, de Mona a gyerekkori szokásainak megfelelően minden kellemes dolgot hárít, és kimegy a fürdőszobába szappant enni, amitől hányingere támad.
Mona visszaemlékszik rá, hogy az általános iskolai matematika tanára is hozzájárult, hogy megszeresse a matematikát. A tanár a nyakában viaszból egy saját maga által készített számjegyet hordott, amit minden nap lecserélt. Mona grafikonon lerajzolta magának, hogy milyen napokon milyen számot hordott a tanár és összefüggést keresett annak aznapi hangulata és a hordott számjegy között. Később a tanár nyugdíjba ment és egy egyszemélyes szerszámboltot kezdett vezetni. Mona egy alkalommal egy fejszét vett a boltban, amit színes papírba csomagolt és az osztályban a falra akasztotta mint „7”-es számot.
A rosszindulatú kislány egy alkalommal leakasztja a baltát és Monára akar támadni, de megcsúszik, a balta a levegőbe repül és Mona jobb combjában áll meg. Monát azonnal elbocsátják veszélyeztetés miatt. Hosszú ideig két mankóval jár. Egyszer feltűnik neki, hogy a szerszámboltban nincs senki, és a volt tanára házához megy, majd bemászik annak ablakán. A tanárát és egy hölgyet ruha nélkül találja a hálószobában. Mona kifejezi aggódását, mivel azt hitte, hogy a tanára meghalt és a korábban nyakában hordott számokat is kiaggatta mindenfelé a városban. Ő azt válaszolja, hogy vannak fontosabb dolgok a számoknál (közben a hölgy felé mutat a fejével), és Monának is azt ajánlja, hogy élje az életét.
Miután Lisa anyja meghal, Mona beszél a kislány nagynénjével, aki addig is csak kényszerből foglalkozott a gyerekkel, majd magához veszi a kislányt. Az iskolában megismert tanár is hozzájuk költözik.
Az egyik gyerek anyja, aki ügyvéd, felajánlja Monának, hogy beperli az iskolát, ha Monát nem veszik vissza. Mona beleegyezik, hogy megszerzi a hiányzó záróvizsgáját és nem visz többet veszélyes tárgyat az osztályba, ezzel a feltétellel visszakerül az állásába.
|  | Itt a vége a cselekmény részletezésének! |

## Szereplők
- Jessica Alba – Mona Gray
- Chris Messina – Ben Smith, természetrajz tanár
- John Shea – Mona apja
- Sônia Braga – Mona anyja
- J. K. Simmons – Mr. Jones, Mona gyerekkori matematika tanára
- Bailee Madison – a fiatal Mona Gray
- Sophie Nyweide – Lisa Venus
- Donovan Fowler – Levan Beeze
- Mackenzie Milone – Ann DiGanno
- Jake Richard Siciliano – Elmer Gravlaki
- Emerald-Angel Young – Rita Williams
- Joanna Adler – Lisa anyja
- Conor Carroll – egy ötödikes
- Ian Colletti – Danny O'Mazzi

## Bemutató
A New York-ban forgatott filmet először tesztvetítésen mutatták be a Comsewogue High Schoolban (Port Jefferson Station, New York állam). Első nyilvános bemutatója 2010. október 7-én a 18. Hamptons nemzetközi filmfesztiválon volt. A film 2011. április 1-jén video on Demand forgalmazásban jelent meg, a mozik 2011. május 6-án kezdték vetíteni.

## Díjak, jelölések
Young Artist Award (2011)
- jelölés: Bailee Madison (legjobb mozifilmes alakítás – 10 éves kor alatt)

## Fordítás
Ez a szócikk részben vagy egészben  az   An Invisible Sign című angol Wikipédia-szócikk fordításán alapul.  Az eredeti cikk szerkesztőit annak laptörténete sorolja fel. Ez a jelzés csupán a megfogalmazás eredetét és a szerzői jogokat jelzi, nem szolgál a cikkben szereplő információk forrásmegjelöléseként.